# 新城左郡
新城左郡，中国南北朝时设置的郡。
南朝齐武帝永明八年（490年）之前置新城左郡，属司州。治所在今湖北省应城市、汉川市一带，下辖孝怀县、中曲县、南曲陵县、怀昌县。与新城郡相区别称之为新城左郡。南梁、南陈废新城左郡。